# 危地馬拉—波蘭關係
瓜地馬拉－波蘭關係（波蘭語：Stosunki polsko-gwatemalskie)，是指危地马拉和波兰之间历史上与现代的双边关系。

## 历史概况
瓜地馬拉在20世纪30年代初即已经在國際聯盟保護之下的但泽自由市建立了领事级外交关系，曾游历瓜地馬拉的但泽商人安东尼奥·維亞塔克受瓜地馬拉政府委任成为名誉领事，他同时也被尼加拉瓜、洪都拉斯等中美洲国家委任为名誉领事。两国随即于1934年1月20日建立正式外交关系。
1954年危地马拉政变后，奉行反共主义的瓜地馬拉政府与波蘭人民共和國鲜少往来。直到冷战结束后，两国才迎来改善关系的契机。近年来，随着歐盟與中美洲共同市場的建立，两国的政經互動也得到了进一步的加强。
自2017年起，波兰对瓜地馬拉的相关事务由波兰驻巴拿马大使馆兼辖；而瓜地马拉对波兰的相关事务则长期由驻德大使馆兼辖，2023年7月，瓜地馬拉在华沙开设大使馆，以加强与波兰的双边关系；该国也在波兰设有名誉领事，以发展双边关系。
2022年4月26日，瓜地馬拉外交部參加了由波蘭駐巴拿馬大使館舉辦的波蘭-危地馬拉經濟合作發展研討會，以促進两国經貿合作，並鼓励波蘭在瓜地馬拉投資，以及瓜地馬拉產品进入波兰市场。

## 外部鏈接
- 波兰驻巴拿马大使馆 （页面存档备份，存于）（波兰語） （西班牙文）
- 危地马拉外交部关于波兰的相关资料 （页面存档备份，存于）